# Henning Hoffsten

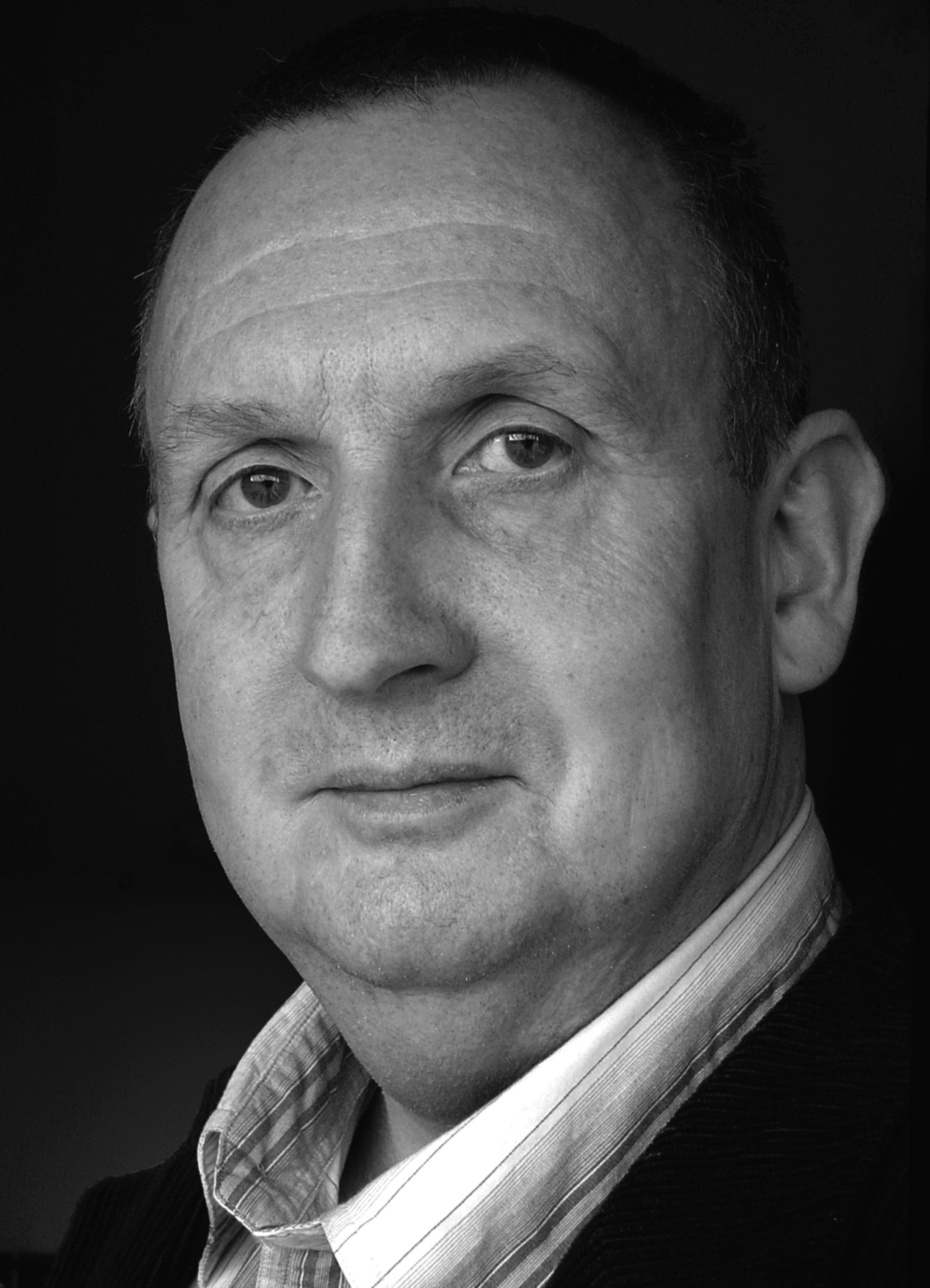
Henning Hoffsten (2008)

Henning Hoffsten (* 28. Mai 1942 in Neunkirchen (Saar); † 7. April 2010 in München) war ein deutscher Gymnasiallehrer und Schauspieler. Seine Rolle als Maier Kurt in der Serie Familie Heinz Becker machte ihn bekannt.

## Leben
Henning Hoffsten wuchs im Saarland auf. Nach Ableistung des Grundwehrdienstes bei der Bundesmarine studierte er an der Universität des Saarlandes und an der Friedrich-Alexander-Universität Erlangen Germanistik und Geschichte. Er gelangte in der 68er-Bewegung zunehmend zu einer gesellschaftskritischen Haltung, die ihn zeit seines Lebens begleitete. Er unterrichtete an verschiedenen Gymnasien in Bayern, zuletzt als Oberstudienrat für Deutsch, Geschichte und Ethik an der Städtischen Berufsoberschule München. Henning Hoffsten verstarb nach schwerer Krankheit im Alter von 67 Jahren.

## Schauspiel
In München fand Henning Hoffsten neben seiner Unterrichtstätigkeit den Einstieg ins professionelle Theater. Nach der Mitarbeit in verschiedenen freien Gruppen war er bis zu seinem Tod Ensemblemitglied im Theater Blaue Maus. Neben anderen Rollen spielte er dort regelmäßig in saarländischen Stücken mit, die das Leitungsteam Sigi Siegert und Claus Siegert, beide ebenfalls aus dem Saarland stammend, gemeinsam produzierte. Es folgten kleine Rollen in diversen Film- und Fernsehproduktionen und 1999 Tach, Herr Dokter! – Der Heinz-Becker-Film, von und mit dem saarländischen Kabarettisten Gerd Dudenhöffer, in dem Hoffsten den Nachbarn Maier Kurt spielte. Diese Rolle verkörperte er auch von 2001 bis 2004 in der sechsten und siebten Staffel der Fernsehserie Familie Heinz Becker in insgesamt sieben Episoden. Auch noch nach seiner Erkrankung trat Henning Hoffsten als Rezitator und Erzähler von „Märchen aus aller Welt“ auf.

## Veröffentlichungen
- Hermanns Enkel. Eine Studie über die „altdeutsche Tracht“ und ihren ideologischen Kontext. Einst und Jetzt, Jahrbuch des Vereins für corpsstudentische Geschichtsforschung, Bd. 18 (1973), S. 30–50.
- mit Axel Kuhn: Allgemeine gesellschaftliche Auswirkungen der Industrialisierung. In TECHNIK UND KULTUR: in 10 Bänden und einem Registerband im Auftrag der Georg-Agricola-Gesellschaft. Hrsg. Armin Hermann und Wilhelm Dettmering. Düsseldorf: VDI Verlag 1995, ISBN 978-3-642-95797-0

## Filmografie
- 1999: Tach, Herr Dokter! – Der Heinz-Becker-Film
- 2000: Harte Jungs
- 2000: Schule
- 2001–2004: Familie Heinz Becker (Fernsehserie, 7 Episoden)
- 2003: Der Herr der Wüste (Fernsehfilm)
- 2003: Aktenzeichen XY … ungelöst (Fernsehreihe, Episode 1x356)
- 2004: Pura Vida Ibiza – Die Mutter aller Partys!
- 2007: Alles außer Sex (Fernsehserie, Episode 2x05)
- 2008: Alles wieder gut (Kurzfilm)